# 王廷献 (资政院)
王廷献（?—?）广东海阳县人，清末立宪派政治人物。

## 生平
王廷献是清朝举人。后来他当选资政院议员。他还曾任海阳七都局局绅、海阳县保安局绅士。